# LAV Madrid - Saragossa - Barcelona - Frontera Francesa
La LAV Madrid-Saragossa-Barcelona-Frontera Francesa és una línia d'alta velocitat feta perquè els trens hi circulin a 300-350 km/h, excepte en alguns trams planejats amb anterioritat, quan es pensava en velocitat màximes de 200-250 km/h. Va ser 310 km/h des del 2011 fins al 2016 en una secció de 60 km entre Guadalajara i Calataiud. Des de març de 2008 ja és completa fins a Barcelona, i el 2013, el 15 de desembre, s'inaugura la connexió amb Perpinyà, que permet arribar fins a París. El tram en servei de 621 km entre Madrid i Barcelona redueix en uns 70 kilòmetres la distància ferroviària entre Madrid i Barcelona, i a més redueix molt el temps de recorregut.
Fins al 19 de febrer de 2008, la LAV estava en servei fins al km 533. Els trens d'alta velocitat d'ample internacional arribaven fins a l'estació del Camp de Tarragona (km 521) i els trens d'ample variable arribaven fins al canviador d'ample de Roda de Barà, on connectaven amb la línia Sant Vicenç de Calders-Picamoixons fins a l'estació de Sant Vicenç de Calders on connectaven amb el Corredor Mediterrani. A partir del 20 de febrer de 2008, amb l'entrada en servei el tram fins a Barcelona-Sants, Madrid i Barcelona estan connectades en 2:38 h amb trens directes o 3:20 h amb trens amb parada a les estacions intermèdies, cosa que suposa una velocitat mitjana d'uns 240 km/h. Actualment es fan proves per a augmentar la velocitat comercial fins a 350 km/h i aconseguir fer el trajecte directe en 2:15 h.
La LAV enllaça les dues àrees industrials, financeres i comercials més importants d'Espanya a més d'Aragó i tres de les quatre capitals catalanes, encara que l'estació de Tarragona es troba a 15 kilòmetres de la ciutat. La LAV ha d'arribar a tràfics molt elevats a curt termini amb la instal·lació del sistema de seguretat ERTMS de nivell 2.
El 2007, sense que la línia encara arribés a Barcelona, ja es va arribar als 3,3 milions de viatgers, incloent uns 1,27 milions de viatgers entre Madrid i Saragossa i uns 750.000 entre Madrid i Barcelona. A partir de l'arribada de la línia d'alta velocitat a Barcelona els trànsits han augmentat ràpidament. Renfe preveu per al 2011, tràfics globals de l'ordre de 7,8 milions de viatgers dels que més de 4 milions seran entre Madrid i Barcelona, de manera que el ferrocarril arribaria més d'un 50% del repartiment modal entre aquestes dues ciutats (el 2006 era només del 9%, veure article: Tràfics corredor Barcelona-Madrid).

A més dels serveis interns de la línia (AVE per als de llarga distància i Avant per als de mitjana distància), existeixen canviadors de ample a l'entorn de Saragossa que permeten sortir de la línia, a més d'un ramal en ample internacional que finalitza a Osca. Mitjançant un canvi d'ample a Saragossa utilitzen aquesta línia els trens entre Madrid i Navarra i la Rioja, i entre Barcelona i el nord d'Espanya. A més, una connexió amb la LAV Madrid-Sevilla permet connexions Catalunya-Andalusia sense entrar a Madrid.
La línia d'alta velocitat Madrid-Saragossa-Barcelona-Frontera Francesa va ser inclosa en el "projecte prioritari d'interès europeu nº3" de la Unió Europea i per això va rebre moltes subvencions de la UE.

## Història

### Madrid-Barcelona-Figueres

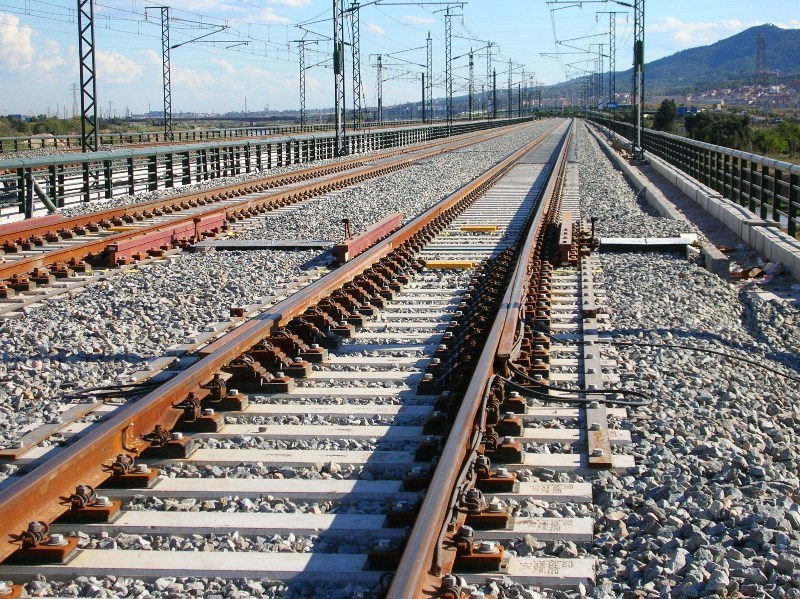
Junta de dilatació en el pont sobre el Llobregat entre El Papiol i Pallejà

Als anys 1980, era evident la necessitat de millorar les comunicacions ferroviàries entre Madrid i Barcelona, en gran part basades en línies de via única, i que donen servei a més d'un quart de la població espanyola. La línia seguia essencialment el traçat original del segle xix i els millors temps eren de 6:30 h entre Madrid i Barcelona. Les obertures de les autopistes i autovies i el gran desenvolupament del Pont Aeri treien competitivitat a l'enllaç ferroviari diürn.

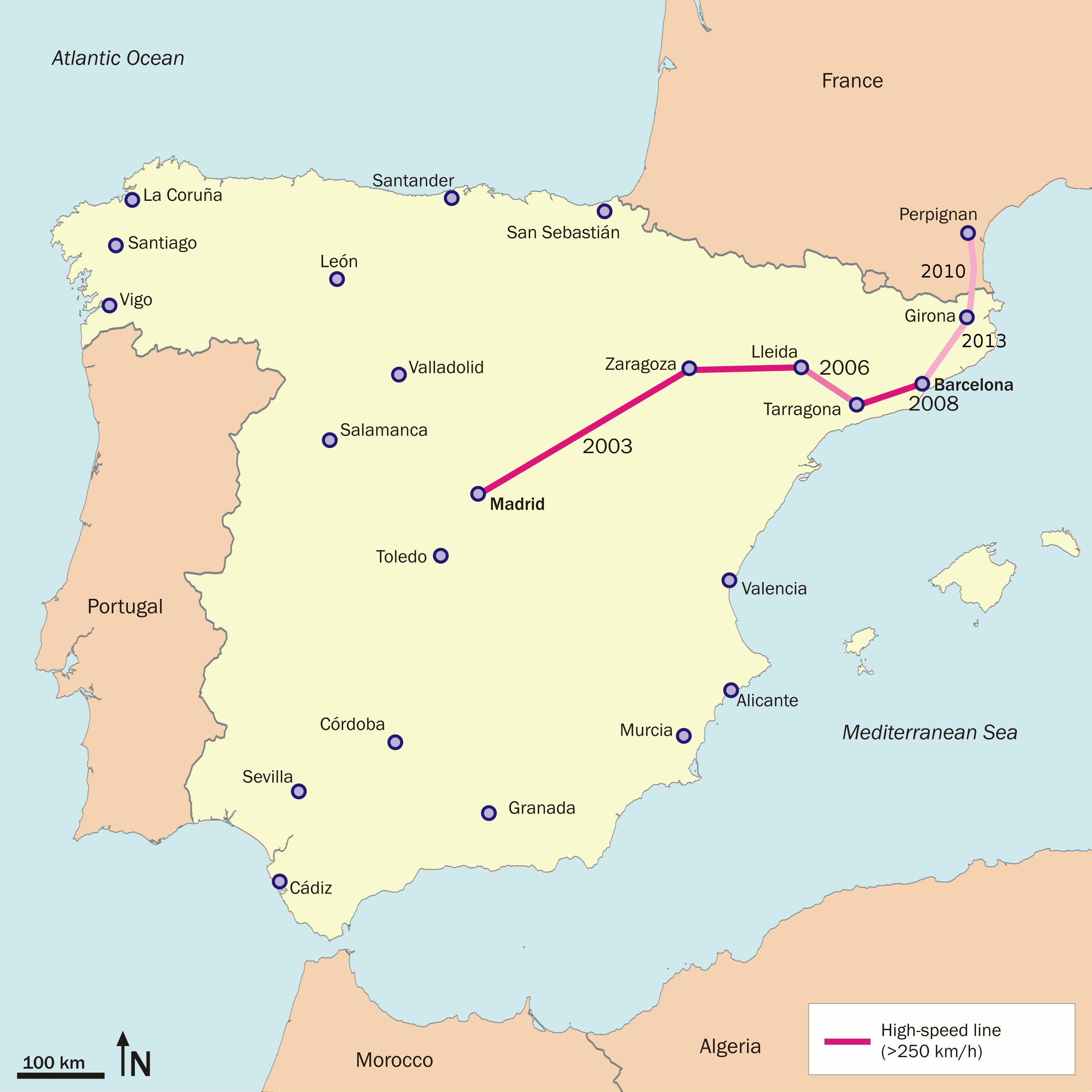
Mapa general de la línia

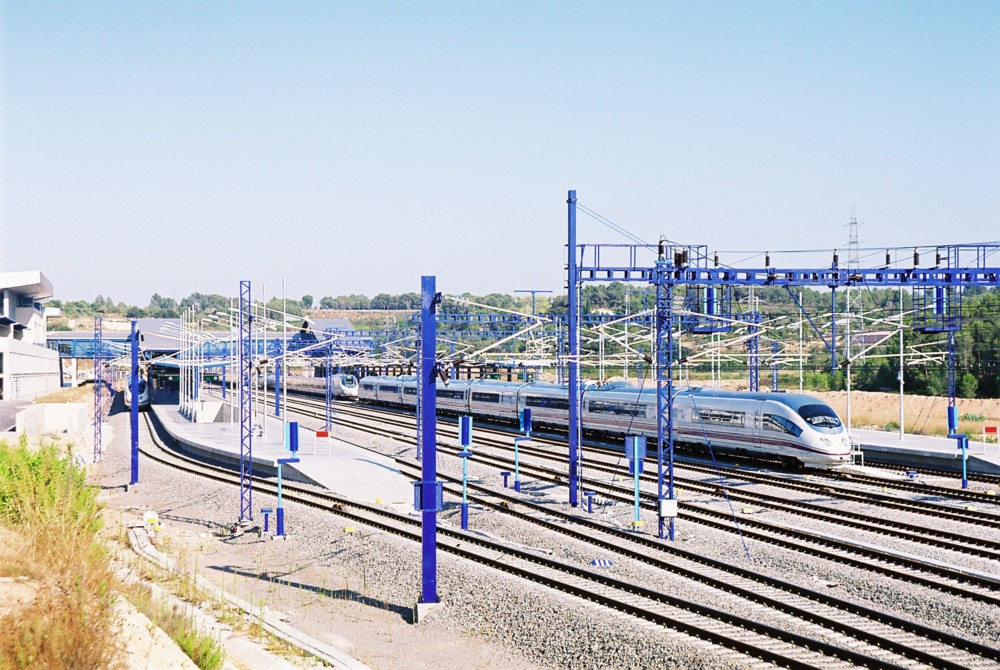
Estació del Camp de Tarragona

Els primers plans concrets cap a una millora important de la línia entre Madrid i Barcelona daten d'abril de 1987 quan s'aprova el Pla de Transport Ferroviari de 1987 (PTF). En aquest moment no es parla encara d'una LAV a 300 km/h o més, sinó de duplicar la via en tot el trajecte i fer-hi algunes variants, en concret les següents actuacions:
- Quadruplicació de via en el Corredor del Henares: es va fer entre l'estació de San Fernando de Henares i l'estació d'Alcalá de Henares.
- Duplicació de via des de Baides fins a Calataiud.
- Variant de Yunquera de Henares: on ja es va mencionar la possibilitat d'arribar a 300 km/h
- Gran variant Calataiud-Ricla.
- By-pass de Saragossa.
- Gran variant Saragossa-Lleida.

El 21 d'octubre de 1988, el Consell de Ministres va formular una petició a Renfe perquè estudiés l'ampliació fins a Barcelona de la línia d'alta velocitat Madrid-Sevilla, en inici de construcció, amb caràcter immediat.
El 9 de desembre de 1988 es va prendre la decisió que tant la línia de Sevilla com la de Barcelona es fessin en ample internacional o UIC (1435 mm). Aquesta decisió s'emmarcava en el projecte, posteriorment revertit, de canviar a ample internacional tota la xarxa de RENFE.
La determinació de fer-la en ample UIC i amb paràmetres d'alta velocitat va ser un tomb per als estudis que ja s'anaven fent en relació amb la línia de Madrid a Barcelona. La doble via que originàriament arribava fins a Baides (Guadalajara) havia estat estesa fins a Calataiud, ja que s'havien iniciat les obres entre Calataiud i Ricla i estaven a punt d'iniciar-se entre Saragossa i Lleida. En ambdós casos es va arribar a modificar parcialment el gàlib d'alguns túnels, però no el de Paracuellos de la Ribera (4.672 m de longitud i 75 m²) que ja s'havia començat a perforar.
A partir d'aquesta decisió de 1988, es va començar a treballar en una línia d'alta velocitat pura fins a Barcelona, en la qual s'incrustarien els 3 trams ja dissenyats o en obres: variant de Calataiud, bypass o circumval·lació de Saragossa i variant entre Saragossa i Lleida, per a produir un estudi informatiu amb diverses variants, una de les quals és el traçat actual (excepte l'entrada a Barcelona) del qual ja es va sol·licitar la declaració d'impacte ambiental el 1994.
El 1993, època de recessió econòmica i de forta restricció de la inversió ferroviària, des del Ministeri de Foment es reconeixia que aquesta línia tindria "un ritme constructiu molt diferent del de la LAV Madrid-Sevilla". De fet, en 1993 es preparaven els projectes constructius per poder iniciar els treballs en la variant de Calataiud-Ricla, que havia de solucionar el problema de l'últim tram de via única entre Madrid i Saragossa, i la gran variant entre Saragossa i Lleida. En ambdós casos es pensava seguir el mateix esquema que per al Corredor Mediterrani: ample ibèric amb travesses polivalents i paràmetres d'alta velocitat (en el cas de Saragossa-Lleida per a 350 km/h).
Els treballs entre Calataiud i Ricla i entre Saragossa i Lleida van ser aprovats pel Consell de Ministres el 1995 i es van iniciar el 1996. El 23 de maig de 1997, el GIF va rebre l'encàrrec de la construcció de la línia completa i de seguir els treballs iniciats. El 1988 s'esperava arribar a Barcelona el 2002 i a la frontera francesa el 2004.
Com que la inversió ferroviària va ser molt baixa fins al 1999, la construcció d'aquestes variants, que haguessin retallat en més d'una hora els temps de viatge entre Madrid i Barcelona, va avançar molt lentament. A partir dels anys 2000 el ritme es va accelerar. El febrer de 2000 es va adjudicar l'electrificació entre Madrid i Lleida i els trams que s'havien iniciat el 1996, en lloc d'inserir-se a la xarxa convencional d'ample ibèric (1668 mm), van passar a formar part directament dels trams de la LAV entre Madrid i Lleida que es van inaugurar l'octubre de 2003.
Al desembre de 2006 es va prolongar la línia fins a l'estació del Camp de Tarragona situada a uns 15 kilòmetres de Tarragona.
Des de març 2008 ja s'ha completat la línia fins a Barcelona, el 2012 s'inaugura l'arribada a Figueres i el 15 de desembre del 2013 la connexió amb Perpinyà.
La LAV mixta entre Barcelona i Figueres està pensada per al trànsit mixt de passatgers i mercaderies, en concret a partir de Mollet del Vallès, on connecta amb la línia El Papiol-Mollet a la qual s'està afegint travessa polivalent perquè hi puguin circular trens d'ample ibèric i internacional, tant de mercaderies com de passatgers, ja que al Papiol es podrà connectar amb la línia de Vilafranca, la LAV o amb el ramal de mercaderies El Papiol-Can Tunis que també té travessa polivalent, és a dir que hi podran circular trens de mercaderies d'ample internacional des del port de Barcelona cap a França.

### Saragossa-Osca
Alhora que es va construir la línia entre Madrid i Lleida, es va duplicar la via entre Saragossa i Tardienta circulant en paral·lel una via UIC i una via d'ample ibèric fins a aquesta estació. A partir de la mateixa fins a Osca es va renovar la via instal travessa polivalent i un tercer carril que permet circular per la mateixa via trens d'eixos amb ample UIC o ibèric.
Així després de la finalització d'aquesta millora es va crear una línia d'altes prestacions que va permetre la circulació d'un tren AVE diari entre Madrid i Osca en 02:30 amb parada a Guadalajara-Yebes, Calataiud, Saragossa-Delicias, Tardienta i Osca. Posteriorment es va ampliar l'oferta a dos trens diaris, un d'ells semidirecte amb parada només a Saragossa.
Cal destacar que aquest tram no és una línia d'alta velocitat, sinó que és simplement una via compatible amb els trens d'ample UIC, ja que els trens AVE utilitzen aquest ample) de tal manera que permet l'accés directe d'aquests trens fins a la ciutat sense necessitat de disposar de rodament desplaçable; característica comuna en els trens Alvia que té l'inconvenient de permetre menors velocitats màximes de circulació.

### Barcelona-Frontera Francesa
A més d'unir les dues ciutats més grans d'Espanya, la línia uneix les xarxes ferroviàries d'Espanya i França mitjançant una línia mixta de passatgers i mercaderies que uneixi Barcelona i Perpinyà travessant la frontera a través d'un nou túnel que travessa els Pirineus en el pas fronterer de La Jonquera/El Pertús.

## Traçat
L'elecció del traçat va ser difícil, una cosa normal per a una obra d'aquesta envergadura. Tres van ser els trams més complicats:
- Sortida de Madrid: es va replantejar nombroses vegades la sortida de Madrid, al final es va optar per un recorregut paral·lel a la LAV Madrid-Sevilla en els primers kilòmetres i descrivint una enorme corba pel sud de Madrid paral·lela a la M-50.
- Lleida - Martorell: hi havia dues variants principals que estaven en discussió: la primera pel nord via La Bisbal del Penedès i més al sud per La Secuita-Perafort. Es va elegir la segona opció per a apropar-se a Tarragona i facilitar la connexió amb el Corredor Mediterrani.
- Entrada a Barcelona: Al principi la Generalitat volia que la LAV anés per l'aeroport, però el govern espanyol volia el traçat més recte possible i que des de Cornellà de Llobregat la LAV anés paral·lela a la línia de Vilafranca: Finalment entre 2002-2003 es va arribar a una solució intermèdia, que la LAV anés paral·lela al Corredor Mediterrani a partir de l'estació del Prat de Llobregat i que aquí hi hagués una estació d'on sortís un ramal cap a l'aeroport.

## Aspectes tècnics

### Madrid-Barcelona
Excepte en el tram entre Calataiud i Ricla, la línia està dissenyada per a una velocitat màxima sostinguda de 350 km/h. Els radis mínims per a les corbes superen els 7000 m, el pendent màxim admès és de 25 mil·lèsimes, encara que en els trams projectats en la primera fase, quan es pensava que fossin utilitzats per a ample ibèric, les pendents són menors. Així que en el tram Saragossa – Lleida, no superen les 12,5 mil·lèsimes, excepcionalment 18. També és el cas del tram entre l'estació del Camp de Tarragona i Castellbisbal, ja que s'havia previst la possibilitat de tràfic mixt per a donar servei al port de Tarragona.
El tram Madrid-Lleida (442 km) és el primer de una LAV on s'ha aplicat comercialment el sistema de seguretat ERTMS nivell 1, on es circula a un màxim de 250 km/h des del 19 de maig de 2006 i a un màxim de 280 km/h des del 16 d'octubre de 2006 i a 300 km/h des del 7 de maig de 2007. També va ser el primer en el qual es va instal·lar ETCS nivell 2 permetent una velocitat màxima de 310 km/h des de l'11 de desembre de 2011 fins al 17 d'agost del 2016, quan la velocitat màxima es va reduir de nou a 300 km/h.
Les proves realitzades per ADIF havien posat de manifest que, a velocitats superiors als 300 km/h, l'aire que mou els trens als baixos provoca l'aixecament de pedres del balast, colpejant els trens i provocant destrosses de diversa consideració (l'alta velocitat espanyola segueix el model francès, de col·locar els rails sobre un llit de pedres conegut com a balast, en lloc de disposar les vies sobre plaques de formigó, com es fa per a les línies d'alta velocitat a Alemanya). L'inconvenient principal de la via en placa està en el cost de construcció elevat.

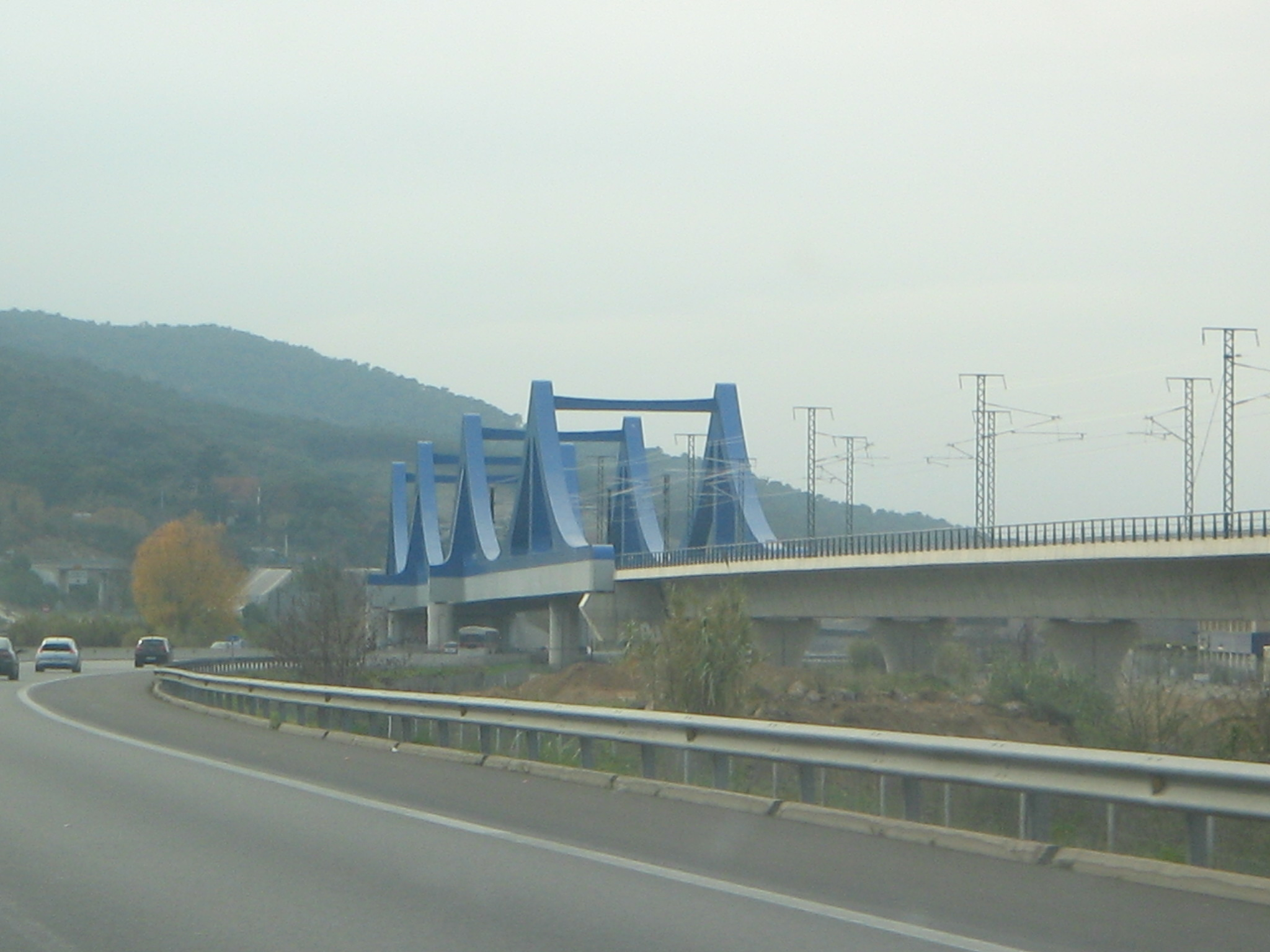
Pont travessant l'AP-7

El sistema de control està constituït per un subsistema d'enclavament electrònic SEI, completat per un subsistema ATP (Automatic Train Protection) - ERTMS nivell 2, que ha de complir les especificacions de trens a 350 km/h i intervals de 2 minuts 30 segons entre trens, protegit pel ERTMS nivell 1, que permet la circulació de trens a 300 km/h amb un interval de 5 minuts 30 segons i el subsistema de protecció puntual compatible ASFA a 220 km/h i intervals de 8 minuts, amb el que es va inaugurar la línia. El tram Madrid-Lleida (entre els quilòmetres 7,503 i 449,205) té, a més, ETCS nivell 2, que ha de complir les especificacions per a 350 km/h i intervals de 2 minuts 30 segons entre trens.

### Figueres-Perpinyà
Essent una línia de tràfic mixt les característiques tècniques són lleugerament diferents a les dels trams exclusius de passatgers:
- Nova línia d'alta velocitat de doble via entre Figueres i el Soler (prop de Perpinyà) de 44,4 km de longitud, 19,8 a Espanya i 24,6 a França.
- El disseny del traçat té paràmetres per a una velocitat màxima de circulació de 350 km/h i una velocitat mínima de circulació (Mercaderies) de 120 km/h.
- Dintre del traçat com a obra singular destaca el túnel del Pertús de 8.350 m de longitud. Es tracta de la construcció de dos tubs paral·lels (un per a cada via) amb una secció interna de 8,5 m de diàmetre. S'aconsegueix d'aquesta manera, una secció lliure de 50 m. A més, disposa de 41 galeries de seguretat entre ambdós tubs, separades cada 200 m, i 4 galeries destinades a equipaments, espaiades a 1600 m. Ambdós túnels es construeixen partint de la boca espanyola, mitjançant dues tuneladores TBM doble escut.
- Entre les actuacions a fer, destaca també la construcció de 9 viaductes: 5 d'ells a Espanya (Llobregat I, Llobregat II, Gou, Ricardell i Muga) i 4 en França (Rard, A9, RN9 i Tec).

## Cronologia de la posada en servei
- Març de 2003: inauguració frustrada del tram Madrid-Lleida a 200 km/h (amb sistema de seguretat ASFA) que havia d'estar precedida de "viatges promocionals" a partir del 24 de febrer, i fins al 7 de març.[12] Degut a múltiples problemes en la infraestructura, i davant l'evidència que la línia no estava a punt, només es van arribar a realitzar tres viatges promocionals i es va suspendre la inauguració que el llavors Ministre de Foment havia anunciat el 27 de gener de 2003 per a "mitjans de març". Fins i tot es va arribar a publicar els horaris. La magnitud dels problemes va ser tal que li van retirar a GIF les competències sobre el tram Madrid-Lleida i es va encarregar a RENFE la posada a punt de la línia.[13] Curiosament, el vicepresident del Govern assegurava els mateixos dies que la LAV arribaria a Barcelona el 2004, una cosa sens dubte impossible i quan el mateix president del GIF havia declarat que no passaria abans del 2006,[14] i que de fet s'endarreriria encara quinze mesos més.
- 10 d'octubre de 2003: Inauguració del tram Madrid-Lleida. Circulen trens Altaria i AVE S100 "prestats" de la LAV Madrid-Sevilla. La velocitat màxima era de 200 km/h, ja que només es circulava amb el sistema de seguretat ASFA200.
- 2004-2006: degut als greus problemes geotècnics, als túnels de Camp Magre, L'illa i Puig Cabrer, situats en un tram de 3 km en els termes municipals de Montblanc i La Riba (Tarragona), han de ser reforçats mitjançant la construcció de contravoltes circulars i revestiments de voltes amb un cost d'uns 70.6 M€. Aquest tram de línia no pot ser posat en servei fins a l'estació del Camp de Tarragona encara que la resta de la infraestructura fins a Roda de Barà està gairebé finalitzada.
- 17 de maig de 2006: després d'obrir les circumval·lacions o bypass de Saragossa i Lleida i entrar en servei el canviador d'ample de CAF de Puigverd de Lleida, situat a uns kilòmetres de l'estació de Lleida Pirineus circula el primer servei comercial Alvia (S120 de CAF) entre Madrid i Barcelona utilitzant el canviador d'ample mencionat.
- 19 de maig de 2006: s'incrementa la velocitat dels trens AVE S102 "Ànec" que ja s'havien acabat de rebre a 250 km/h entre Madrid i Lleida al posar-se en servei el sistema de seguretat ERTMS nivell 1.
- 16 d'octubre de 2006: s'incrementa de nou la velocitat màxima permesa per als trens AVE S102 "Ànec" a 280 km/h entre Madrid i Lleida.
- 19 de desembre de 2006: s'inaugura el tram entre el canviador d'ample de CAF de Puigverd de Lleida i el nou canviador d'ample dual de Roda de Barà, incloent-hi la nova estació del Camp de Tarragona pel que es circula a 200 km/h.
- 7 de maig de 2007: s'incrementa la velocitat dels trens AVE S102 "Ànec" a 300 km/h entre Madrid i Camp de Tarragona, sempre amb el sistema de seguretat ERTMS nivell 1.
- Octubre de 2007: el Ministeri de Foment dona com a data d'entrada en servei del tram Camp de Tarragona-Barcelona-Sants el 22 de desembre del mateix any (inauguració el 21 de desembre) i comença la campanya de publicitat corresponent. Les obres porten força mesos amb un ritme frenètic i estan acompanyades per múltiples incidents que afecten greument la circulació dels trens de Rodalies Barcelona.
- 26 d'octubre de 2007: el desplaçament d'uns dels murs del túnel de la línia Llobregat-Anoia de FGC en el punt per on la línia d'alta velocitat la creua sota terra, obliga a interrompre indefinidament la circulació dels trens de la línia Llobregat-Anoia de FGC i de tots els de Renfe Operadora entre Sants i El Prat de Llobregat. En mig d'aquest gran escàndol s'organitza el transport diari gratuït en autobús de més de 100.000 passatgers de Renfe. La majoria dels trens de Llarga Distància finalitzen el seu recorregut a l'estació de Tarragona o l'estació del Camp de Tarragona. Els passatgers de FGC han de fer transbord al Metro.
- 1 de desembre de 2007: Restabliment complet de la línia del ADIF entre Sants i El Prat de Llobregat. Uns dies abans s'havia restablert el servei parcialment en via única. La línia Llobregat-Anoia de FGC segueix interrompuda fins al 2 de febrer de 2008.
- Final de gener de 2008: línia finalitzada fins a Can Tunis i proves finalitzades fins a Sant Joan Despí. ADIF declara que des de maig de 2007 "s'han realitzat més de 36.500 kilòmetres de proves entre Camp de Tarragona i Can Tunis, durant els quals s'ha arribat als 330 km/h. Actualment, els trens comercials de Renfe ja realitzen recorreguts en proves fins a l'estació del Prat de Llobregat". Queda finalitzar el tram de 4,3 km entre l'Hospitalet de Llobregat i Sants, ja molt avançat.
- 4 de febrer de 2008: per primera vegada un tren de Renfe Operadora amb ample UIC arriba a Barcelona-Sants. Es tracta del Talgo BT, tren laboratori dièsel amb rodadura desplaçable. Utilitza la via 2, l'única acabada.
- 7 de febrer de 2008: el tren laboratori Séneca d'Adif arriba a Barcelona-Sants. És la demostració que la catenària (encara que només de la via 2) ha sigut completada en los últims 4,3 km de línia fins a Barcelona-Sants.
- 8 de febrer de 2008: entrada a Sants en proves del primer tren comercial: un AVE S103 "Velaro" que va arribar a les 12:20 després d'haver estat fotografiat a les 12:14 a El Prat de Llobregat.[15]
- 11 de febrer de 2008: senyalització i electrificació de les dues vies a Sants en servei. Es considera que l'obra està finalitzada.

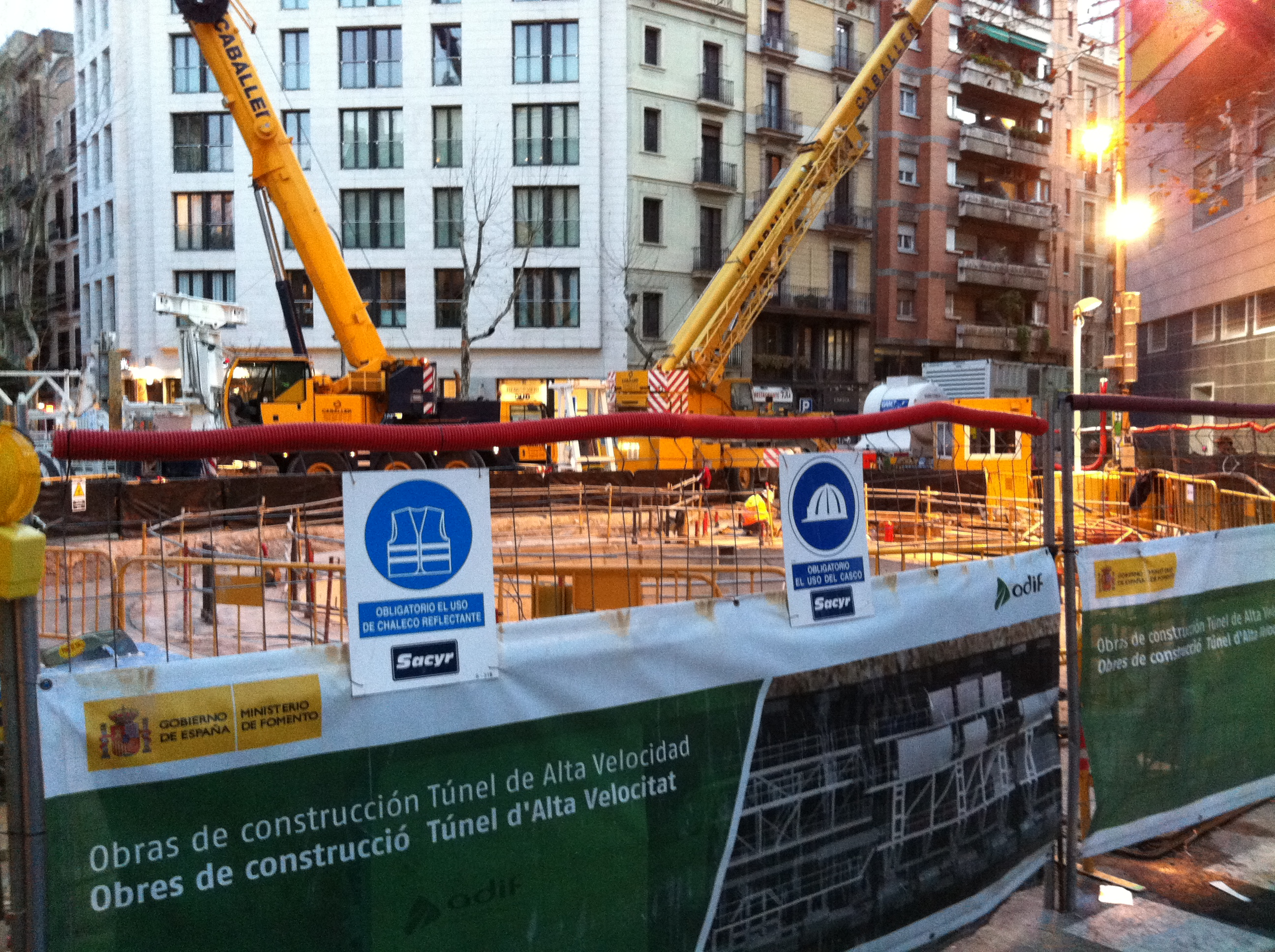
Obres AVE al centre de Barcelona el febrer de 2011.

- 12 de febrer de 2008. La Ministra de Foment arriba a Sants a les 16.40 de la tarda, on no es permet l'accés als periodistes. Anuncia la posada en servei del tram Camp de Tarragona - Barcelona-Sants per al 20 de febrer i l'inici de la venda de bitllets el 14 de febrer. Confirma que no hi haurà inauguració oficial degut als successos d'octubre de 2007 i la proximitat de les eleccions generals del 9 de març de 2008.
- 20 de febrer de 2008: posada en servei de la LAV entre Camp de Tarragona i Barcelona amb total normalitat, completant la primera fase d'aquesta línia d'alta velocitat. El servei inicial inclou 17 trens per sentit entre Madrid i Barcelona, dels quals 8 en sentit Barcelona i 7 en sentit Madrid són directes i fan el trajecte en un mínim de 2:38. Queda per tant pendent de finalitzar l'obra i d'obrir al públic el tram Barcelona-Perpinyà per a finalitzar la LAV
- Desembre de 2009: Es finalitzen amb èxit les proves del sistema ERMTS 2 per velocitats de fins a 350 km / h al tram entre Madrid, Saragossa i Lleida.
- 18 de desembre de 2010: S'inauguren els trams Figueres - Figueres-Vilafant (ADIF) i Figueres-Vilafant - el Soler (TP Ferro)
- 26 de juliol de 2011: la tuneladora Bàrcino va finalitzar la perforació del túnel d'alta velocitat Barcelona Sants-La Sagrera després de recórrer gairebé 5,1 quilòmetres des del pou d'atac en setze mesos.[16]

- 26 de novembre de 2012: electrificació del tram de la LAV comprès entre l'estació de Barcelona Sants i Mollet del Vallès.
- Finals d'octubre de 2012: Renfe operadora i Adif inicien les proves del material rodant (sèrie 103) a la LAV i de validació tècnica de l'estructura i superestructura respectivament, entre Barcelona i Figueres.
- 8 de gener de 2013: Barcelona queda oficialment connectada mitjançant l'estació de Figueres-Vilafant amb la resta d'Europa, però no encara per LAV que per ara, connecta Madrid amb Figueres, a l'espera de la finalització de les obres fins a Perpinyà.
- 15 de desembre de 2013: S'inaugura la connexió amb Perpinyà, que permet el trànsit de fins a cinc trens diaris LAV entre Barcelona i París.

## Situació quilomètrica
| PK         | element              | descripció                                          |
| ---------- | -------------------- | --------------------------------------------------- |
| 0          | Estació              | Madrid-Puerta de Atocha                             |
| 2,401      | Bifurcació           | Cerro Negro/Santa Catalina (separació del N.A.F.A.) |
| 7,926      | Edifici Tècnic       | Madrid Sur                                          |
| 13,053     | PB                   | Vallecas-AV                                         |
| 26,883     | PB                   | Mejorada del Campo                                  |
| 42,581     | PB                   | Alcalá de Henares-AV                                |
| 64,400     | Estació              | Guadalajara-Yebes                                   |
| 93,251     | PB                   | Brihuega                                            |
| 115,974    | PAET                 | Las Inviernas                                       |
| 134,155    | PB                   | Alcolea del Pinar                                   |
| 155,014    | PB                   | Medinaceli-AV                                       |
| 181,567    | PAET                 | Ariza-AV                                            |
| 197,331    | PB                   | Alhama de Aragón-AV                                 |
| 221,3      | Estació              | Calataiud                                           |
| 250,974    | PB                   | Ricla-AV                                            |
| 273,352    | PAET                 | Plasencia de Jalón                                  |
| 272,9      | Bifurcació           | Canviador d'ample dual de Plasencia de Jalón        |
| 289,706    | PB                   | Guallar                                             |
| 294,897    | Bifurcació           | Moncasi (separació bypass Saragossa)                |
| 306,306    | Bifurcació           | Canviador d'ample de Saragossa                      |
| 306,7      | Estació              | Saragossa-Delicias                                  |
| 311,688    | Bifurcació           | Separació de LAV Saragossa-Osca                     |
| 315,827    | Bifurcació           | Canviador d'ample de Miraflores                     |
| 320,752    | Bifurcació           | Canal Imperial (separació bypass Saragossa)         |
| 315,783(*) | Bifurcació           | Canal Imperial (reunificació amb línia principal)   |
| 320,045(*) | PB                   | El Burgo de Ebro-AV                                 |
| 342,140    | PB                   | Pina de Ebro-AV                                     |
| 356,452    | PAET                 | Bujaraloz                                           |
| 372,578    | PB                   | Valfarta                                            |
| 396,799    | PAET                 | Ballobar                                            |
| 419,864    | PB                   | Vallmanya                                           |
| 430,355    | Edifici Tècnic       | Montagut                                            |
| 434,560    | Bifurcació           | Les Torres de Sanui (bypass de Lleida)              |
| 442,100    | Estació              | Lleida Pirineus                                     |
| 444,063    | Bifurcació           | Canviador d'ample de Lleida                         |
| 444,601    | Canviador d'ample    | Lleida (fora de servei)                             |
| 439,9      | PB                   | El Segre                                            |
| 448,186    | Bifurcació           | Artesa (bypass Lleida)                              |
| 451,814    | Bifurcació Canviador | Puigverd de Lleida                                  |
| 452,526    | Canviador d'ample    | Canviador d'ample CAF de Puigverd (fora de servei)  |
| 456,595    | PB                   | Les Borges-AV                                       |
| 488,868    | PAET                 | L'Espluga de Francolí-AV                            |
| 490,795    | Subestació           | L'Espluga                                           |
| 509,292    | PB                   | Alcover-AV                                          |
| 512,887    | Bifurcació           | Futura bifurcació al Corredor Mediterrani           |
| 520,869    | Estació              | Camp de Tarragona                                   |
| 533,236    | Bifurcació           | Ramal de Roda de Barà                               |
| 535,053    | Canviador d'ample    | Canviador d'ample dual de Roda de Barà              |
| 534,656    | PB                   | Montornès                                           |
| 549,253    | Subestació           | La Gornal                                           |
| 552,679    | PAET                 | L'Arboç                                             |
| 565,735    | PAET                 | Vilafranca del Penedès                              |
| 579,559    | PB                   | Gelida                                              |
| 602,141    | PB                   | Sant Vicenç dels Horts                              |
| 613,070    | Estació              | Futura estació intermodal del Prat de Llobregat     |
| 621,000    | Estació              | Barcelona-Sants                                     |

(*) PK del bypass de Saragossa, diferents de la línia principal que travessa la ciutat.

PB = Punt de banalització; PAET = Lloc d'avançament i estacionament de trens

## Serveis que circulen per aquesta línia per Catalunya
| Tren  | <<                      | >>                    | parades intermèdies                                                                                           | material | observacions                       |
| ----- | ----------------------- | --------------------- | --- | -------- | ---------------------------------- |
| AVE   | Madrid-Puerta de Atocha | Barcelona-Sants       | Guadalajara-Yebes Saragossa-Delicias Lleida Pirineus Camp de Tarragona                                        | S103     | 3:10 h                             |
| AVE   | Madrid-Puerta de Atocha | Barcelona-Sants       | Calataiud Saragossa-Delicias Lleida Pirineus Camp de Tarragona                                                | S103     | 3:10 h                             |
| AVE   | Madrid-Puerta de Atocha | Barcelona-Sants       | Saragossa-Delicias Lleida Pirineus Camp de Tarragona                                                          | S103     | 3:00 h                             |
| AVE   | Madrid-Puerta de Atocha | Barcelona-Sants       | Saragossa-Delicias                                                                                            | S103     | 2:45 h                             |
| AVE   | Madrid-Puerta de Atocha | Barcelona-Sants       | sense parades                                                                                                 | S103     | 2:30 h                             |
| AVE   | Barcelona-Sants         | Saragossa-Delicias    | Camp de Tarragona Lleida Pirineus                                                                             | S103     | 1:50 h primer i últim tren del dia |
| AVE   | Barcelona-Sants         | Sevilla-Santa Justa   | Camp de Tarragona Lleida Pirineus Saragossa-Delicias Ciudad Real-Central Puertollano Còrdova-Central          | S102     | 5:32 h                             |
| AVE   | Barcelona-Sants         | Málaga-María Zambrano | Camp de Tarragona Lleida Pirineus Saragossa-Delicias Córdoba Central Puente Genil-Herrera Antequera-Santa Ana | S102     | 5:50 h                             |
| OUIGO | Madrid-Puerta de Atocha | Barcelona-Sants       | sense parades                                                                                                 |          |                                    |